# هربرت هووس
هربرت هووس (بالألمانية: Herbert Hoos)‏ هو لاعب كرة قدم ألماني في مركز الدفاع، ولد في 18 يوليو 1965 في Waldaschaff ‏ في ألمانيا. شارك مع منتخب ألمانيا تحت 21 سنة لكرة القدم. أما مع النوادي، فقد لعب مع روت-فايس فرانكفورت ونادي كايزرسلاوترن.

## وصلات خارجية
- هربرت هووس على موقع قاعدة بيانات كرة القدم.إي يو (الإنجليزية)
- هربرت هووس على موقع بيانات كرة القدم. دي إي (الألمانية)